# Championnat du Sri Lanka de football 2006-2007
Navigation
Saison précédente Saison suivante
La saison 2006-2007 du Championnat du Sri Lanka de football est la vingt-troisième édition du championnat national de première division au Sri Lanka. Les dix-huit meilleures équipes du pays sont réparties en deux divisions, nommées Segment A et Segment B.
La division nommée Segment A regroupe les clubs ayant terminé aux huit premières places de Segment A la saison précéédente ainsi que les deux clubs promus de Segment B. Ils s'affrontent à deux reprises au cours de la saison. Les trois premiers se qualifient pour la phase finale.
La division nommée Segment B regroupe les clubs classés entre la 3e et la 6e place de Segment B lors du dernier championnat, plus deux clubs promus de deuxième division et deux clubs relégués de Segment A. Les équipes s'affrontent en matchs aller-retour et en fin de saison, le premier se qualifie pour la phase finale et est promu en Segment A, en compagnie de son dauphin, tandis que les deux derniers sont relégués en deuxième division.
C'est le Ratnam Sports Club qui remporte la compétition, après avoir battu Blue Star Sport Club lors de la finale nationale. C'est le troisième titre de champion du Sri Lanka de l'histoire du club, après celui remporté en 2003.
Le championnat changeant de formule la saison suivante, avec une compétition à 12 équipes, il n'y a pas de relégation en Segment A et les 3 premiers de Segment B sont qualifiées pour la prochaine saison.

## Les clubs participants
- Saunders Sports Club
- Renown Sports Club
- Ratnam Sports Club
- Air Force Sports Club
- Jupiter SC
- Navy SC
- Matara SC
- Army SC
- Negombo Youth Sports Club
- Police SC
- Kalutara Park SC - Promu de Division 2
- Old Benedictans SC
- Java Lane SC
- New Youngs SC
- York SC
- Blue Star Sport Club
- Red Sun SC
- Golden Star SC - Promu de Division 2

## Compétition

### Phase régulière
Le classement est établi sur le barème de points classique (victoire à 3 points, match nul à 1, défaite à 0).
| Rang | Équipe                       | Pts | J  | G  | N | P  | Bp | Bc | Diff |
| ---- | ---------------------------- | --- | -- | -- | - | -- | -- | -- | ---- |
| 1    | Ratnam Sports Club           | 41  | 16 | 13 | 2 | 1  | 43 | 12 | +31  |
| 2    | Blue Star Sport Club         | 37  | 16 | 12 | 1 | 3  | 26 | 20 | +6   |
| 3    | Negombo Youth Sports ClubC T | 32  | 16 | 10 | 2 | 4  | 35 | 19 | +16  |
| 4    | Saunders Sports Club         | 26  | 16 | 8  | 2 | 6  | 22 | 16 | +6   |
| 5    | Army SC                      | 20  | 16 | 6  | 2 | 8  | 23 | 22 | +1   |
| 6    | Renown Sports Club           | 14  | 16 | 4  | 2 | 10 | 17 | 28 | -11  |
| 7    | Air Force Sports Club        | 13  | 16 | 3  | 4 | 9  | 17 | 32 | -15  |
| 8    | Police SC                    | 12  | 16 | 3  | 3 | 10 | 18 | 29 | -11  |
| 9    | York SC                      | 11  | 16 | 3  | 2 | 11 | 14 | 37 | -23  |
| 10   | Navy SC                      |     |    |    |   |    |    |    |      |

| Rang | Équipe             | Pts | J  | G  | N | P | Bp | Bc | Diff |
| ---- | ------------------ | --- | -- | -- | - | - | -- | -- | ---- |
| 1    | New Young SC       | 31  | 14 | 10 | 1 | 3 | 30 | 16 | +14  |
| 2    | Jupiters SC        | 28  | 14 | 8  | 4 | 2 | 29 | 17 | +12  |
| 3    | Old Benedictans SC | 27  | 14 | 8  | 3 | 3 | 22 | 14 | +8   |
| 4    | Red Sun SC         | 19  | 14 | 5  | 4 | 5 | 19 | 20 | -1   |
| 5    | Java Lane SC       | 18  | 14 | 5  | 3 | 6 | 24 | 16 | +8   |
| 6    | Kalutara Park SCP  | 12  | 14 | 3  | 3 | 8 | 18 | 29 | -11  |
| 7    | Golden Star SCP    | 10  | 14 | 2  | 4 | 8 | 8  | 22 | -14  |
| 8    | Matara SC          | 9   | 14 | 1  | 6 | 7 | 18 | 34 | -16  |

### Phase finale
|  | Demi-finales              | Demi-finales              | Demi-finales         | Demi-finales         |                    |                    | Finale          | Finale          | Finale          | Finale          |
|  |                           |                           |                      |                      |                    |                    |                 |                 |                 |                 |
|  | 26 janvier 2007           | 26 janvier 2007           | 26 janvier 2007      | 26 janvier 2007      |                    |                    | 10 février 2007 | 10 février 2007 | 10 février 2007 | 10 février 2007 |
|  | Ratnam Sports Club        | Ratnam Sports Club        | 6                    | 6                    |                    |                    | 10 février 2007 | 10 février 2007 | 10 février 2007 | 10 février 2007 |
|  | Ratnam Sports Club        | Ratnam Sports Club        | 6                    | 6                    |                    |                    | 10 février 2007 | 10 février 2007 | 10 février 2007 | 10 février 2007 |
|  | New Youngs SC             | New Youngs SC             | 2                    | 2                    |                    |                    | 10 février 2007 | 10 février 2007 | 10 février 2007 | 10 février 2007 |
|  | New Youngs SC             | New Youngs SC             | 2                    | 2                    | Ratnam Sports Club | Ratnam Sports Club | 3               | 3               |                 |                 |
|  | 26 janvier 2007           |                           |                      |                      | Ratnam Sports Club | Ratnam Sports Club | 3               | 3               |                 |                 |
|  |                           |                           | Blue Star Sport Club | Blue Star Sport Club | 1                  | 1                  |                 |                 |                 |                 |
|  | Negombo Youth Sports Club | Negombo Youth Sports Club | Blue Star Sport Club | Blue Star Sport Club | 1                  | 1                  | 0               | 0               |                 |                 |
|  | Negombo Youth Sports Club | Negombo Youth Sports Club |                      |                      |                    |                    |                 | 0               |                 |                 |
|  | Blue Star Sport Club      | Blue Star Sport Club      | 3                    | 3                    |                    |                    |                 |                 |                 |                 |
|  | Blue Star Sport Club      | Blue Star Sport Club      | 3                    | 3                    |                    |                    |                 |                 |                 |                 |

## Bilan de la saison
| Championnat du Sri Lanka de football 2006-2007                        |                                                                           |
| Champion                                                              | Ratnam Sports Club (3e titre)                                             |
| Coupes et trophées                                                    |                                                                           |
| Vainqueur de la Coupe du Sri Lanka 2006-2007                          | Negombo Youth Sports Club                                                 |
| Qualifications continentales                                          |                                                                           |
| Ligue des champions de l'AFC 2008                                     | Aucun                                                                     |
| Coupe de l'AFC 2008                                                   | Aucun                                                                     |
| Coupe du président de l'AFC 2008                                      | Ratnam Sports Club                                                        |
| Promotions et relégations                                             |                                                                           |
| Promus en Bristol League                                              | Aucun                                                                     |
| Relégués en Championnat du Sri Lanka de football de deuxième division | Red Sun SC Java Lane SC Kalutara Park SC Golden Star SC Navy SC Matara SC |